# Lista FIPS a codurilor țărilor lumii
Această pagină este o listă de tip FIPS 10-4 a codurilor țărilor lumii. 
Există de asemenea o listă FIPS a codurilor regiunilor lumii. Entitățile prezente pe listă, dar care nu sunt suverane sunt marcate în paranteze rotunde. A se remarca că aceste coduri nu coincid cu cele ale normelor codificării ISO 3166 folosite de ONU sau cu cele folosite pentru a desemna codificarea domeniilor naționale de nivel superior (în engleză country code top-level domain). 

## A
- AA (Aruba)
- AC Antigua și Barbuda
- AE Emiratele Arabe Unite
- AF Afganistan
- AG Algeria
- AJ Azerbaidjan
- AL Albania
- AM Armenia
- AN Andorra
- AO Angola
- AQ (Samoa americană)
- AR Argentina
- AS Australia
- AT (Insulele Ashmore și Cartier)
- AU Austria
- AV (Anguilla)
- AX (Baza militară suverană Akrotiri)
- AY (Antarctica)

## B
- BA Bahrain
- BB Barbados
- BC Botswana
- BD (Bermuda)
- BE Belgia
- BF Bahamas
- BG Bangladesh
- BH Belize
- BK Bosnia și Herțegovina
- BL Bolivia
- BM Birmania
- BN Benin
- BO Belarus
- BP Insulele Solomon
- BQ (Insula Navassa)
- BR Brazilia
- BS (Bassas da India)
- BT Bhutan
- BU Bulgaria
- BV (Insula Bouvet)
- BX Brunei
- BY Burundi

## C
- CA Canada
- CB Cambodgia
- CD Ciad
- CE Sri Lanka
- CF Republica Congo
- CG Republica Democrată Congo
- CH Republica Populară Chineză
- CI Chile
- CJ (Insulele Cayman)
- CK (Insulele Cocos)
- CM Camerun
- CN Comore
- CO Columbia
- CQ (Insulele Mariane de Nord)
- CR (Insulele Mării de Coral)
- CS Costa Rica
- CT Republica Centrafricană
- CU Cuba
- CV Republica Capului Verde
- CW (Insulele Cook)
- CY Cipru

## D
- DA Danemarca
- DJ Djibouti
- DO Dominica
- DQ (Insula Jarvis)
- DR Republica Dominicană
- DX (Baza militară suverană Dhekelia)

## E
- EC Ecuador
- EG Egipt
- EI Republica Irlanda
- EK Guineea Ecuatorială
- EN Estonia
- ER Eritreea
- ES El Salvador
- ET Etiopia
- EU (Insula Europa)
- EZ Cehia

## F
- FG (Guiana Franceză)
- FI Finlanda
- FJ Fiji
- FK (Insulele Falkland)
- FM Micronezia
- FO (Insulele Feroe)
- FP (Polinezia franceză)
- FQ (Insula Baker)
- FR Franța
- FS (Teritoriile australe și antarctice franceze)

## G
- GA Gambia
- GB Gabon
- GG Georgia
- GH Ghana
- GI (Gibraltar)
- GJ Grenada
- GK (Guernsey)
- GL (Groenlanda)
- GM Germania
- GO (Insulele Glorioase)
- GP (Guadelupa)
- GQ (Guam)
- GR Grecia
- GT Guatemala
- GV Guineea
- GY Guyana
- GZ (Fâșia Gaza)

## H
- HA Haiti
- HK (Hong Kong)
- HM (Insula Heard și Insulele McDonald)
- HO Honduras
- HQ (Insula Howland)
- HR Croația
- HU Ungaria

## I
- IC Islanda
- ID Indonezia
- IM (Insula Man)
- IN India
- IO Teritoriul Britanic din Oceanul Indian
- IP (Insula Clipperton)
- IR Iran
- IS Israel
- IT Italia
- IV Coasta de Fildeș
- IZ Irak

## J
- JA Japonia
- JE (Insula Jersey)
- JM Jamaica
- JN (Insula Jan Mayen)
- JO Iordania
- JQ Atolul Johnston
- JU Insula Juan de Nova

## K
- KE Kenya
- KG Kârgâzstan
- KN Coreea de Nord
- KQ Reciful Kingman
- KR Kiribati
- KS Coreea de Sud
- KT Insula Crăciunului
- KU Kuweit
- KZ Kazahstan

## L
- LA Laos
- LE Liban
- LG Letonia
- LH Lituania
- LI Liberia
- LO Slovacia
- LS Liechtenstein
- LT Lesotho
- LU Luxemburg
- LY Libia

## M
- MA Madagascar
- MB (Martinica)
- MC (Macau)
- MD Republica Moldova
- MF (Mayotte)
- MG Mongolia
- MH (Montserrat)
- MI Malawi
- MJ Muntenegru
- MK Republica Macedonia
- ML Mali
- MN Monaco
- MO Maroc
- MP Mauritius
- MQ (Atolul Midway)
- MR Mauritania
- MT Malta
- MU Oman
- MV Maldive
- MX Mexic
- MY Malaezia
- MZ Mozambic

## N
- NC (Noua Caledonie)
- NE (Niue)
- NF (Insula Norfolk)
- NG Niger
- NH Vanuatu
- NI Nigeria
- NL Țările de Jos
- NO Norvegia
- NP Nepal
- NR Nauru
- NS Surinam
- NT (Antilele Olandeze)
- NU Nicaragua
- NZ Noua Zeelandă

## P
- PA Paraguay
- PC (Insulele Pitcairn)
- PE Peru
- PF (Insulele Paracel)
- PG (Insulele Spratly)
- PK Pakistan
- PL Polonia
- PM Panama
- PO Portugalia
- PP Papua Noua Guinee
- PS Palau
- PU Guineea-Bissau

## Q
- QA Qatar

## R
- RB Serbia
- RE (Réunion)
- RM Insulele Marshall
- RO România
- RP Filipine
- RQ (Puerto Rico)
- RS Rusia
- RW Rwanda

## S
- SA Arabia Saudită
- SB (Saint Pierre și Miquelon)
- SC Sfântul Kitts și Nevis
- SE Seychelles
- SF Africa de Sud
- SG Senegal
- SH (Sfânta Elena)
- SI Slovenia
- SL Sierra Leone
- SM San Marino
- SN Singapore
- SO Somalia
- SP Spania
- ST Sfânta Lucia
- SU Sudan
- SV (Svalbard)
- SW Suedia
- SX (Georgia de Sud și Insulele Sandwich de Sud)
- SY Siria
- SZ Elveția

## T
- TD Trinidad și Tobago
- TE (Insula Tromelin)
- TH Thailanda
- TI Tadjikistan
- TK (Insulele Turks și Caicos)
- TL (Tokelau)
- TN Tonga
- TO Togo
- TP São Tomé și Príncipe
- TS Tunisia
- TT Timorul de Est
- TU Turcia
- TV Tuvalu
- TW (Taiwan)
- TX Turkmenistan
- TZ Tanzania

## U
- UG Uganda
- UK Regatul Unit
- UP Ucraina
- US Statele Unite ale Americii
- UV Burkina Faso
- UY Uruguay
- UZ Uzbekistan

## V
- VC Sfântul Vincent și Grenadine
- VE Venezuela
- VI (Insulele Virgine Britanice)
- VM Vietnam
- VQ (Insulele Virgine Americane)
- VT Vatican

## W
- WA Namibia
- WE (Cisiordania)
- WF (Wallis și Futuna)
- WI (Sahara Occidentală)
- WQ (Insula Wake)
- WS Samoa
- WZ Swaziland

## Y
- YM Yemen

## Z
- ZA Zambia
- ZI Zimbabwe

## Resurse
The above is taken from a US Government public-domain source at
- http://www.state.gov/s/inr/rls/4250.htm. (Independent States in the World)

- http://www.state.gov/s/inr/rls/10543.htm. (Dependencies and Areas of Special Sovereignty)

The complete standard can be found at:
- http://www.itl.nist.gov/fipspubs/fip10-4.htm

Updates to the standard are at 
- http://earth-info.nga.mil/gns/html/fips_files.htm Arhivat în 6 ianuarie 2007, la Wayback Machine..

- FIPS PUB 10-4: Federal Information Processing Standard 10-4: Countries, Dependencies, Areas of Special Sovereignty, and Their Principal Administrative Divisions, April 1995
- DAFIF 0413, Edition 7, Amendment No. 3, November 2003
- DIA 65-18: Defense Intelligence Agency, Geopolitical Data Elements and Related Features, 1994